# Calliste vitriolin
Stilpnia vitriolina
Pour les articles homonymes, voir Tangara des buissons.
Espèce
Statut de conservation UICN

 LC  : Préoccupation mineure
Le Calliste vitriolin (Stilpnia vitriolina), également appelé Tangara des buissons, est une espèce d'oiseaux de la famille des Thraupidae.

## Répartition
Cet oiseau vit en Colombie et le nord de l'Équateur.

## Habitat
C'est un habitant des forêts des montagnes humides, des buissons de haute altitude et des forêts primaires fortement dégradées tropicales et subtropicales du continent américain.